# Alla Amidas
Alla Amidas (vers 540) est un Roi Aksoum.